# غرباء (مسلسل)
غرباء. مسلسل تلفزيوني عراقي.

## الممثلون
- حيدر منعثر.
- تمارا محمود.
- هند طالب.
- صادق علي شاهين.
- عادل عباس.
- عواطف السلمان.
- آلاء شاكر.
- مازن محمد مصطفى.[1]